# Lyoner Quartier

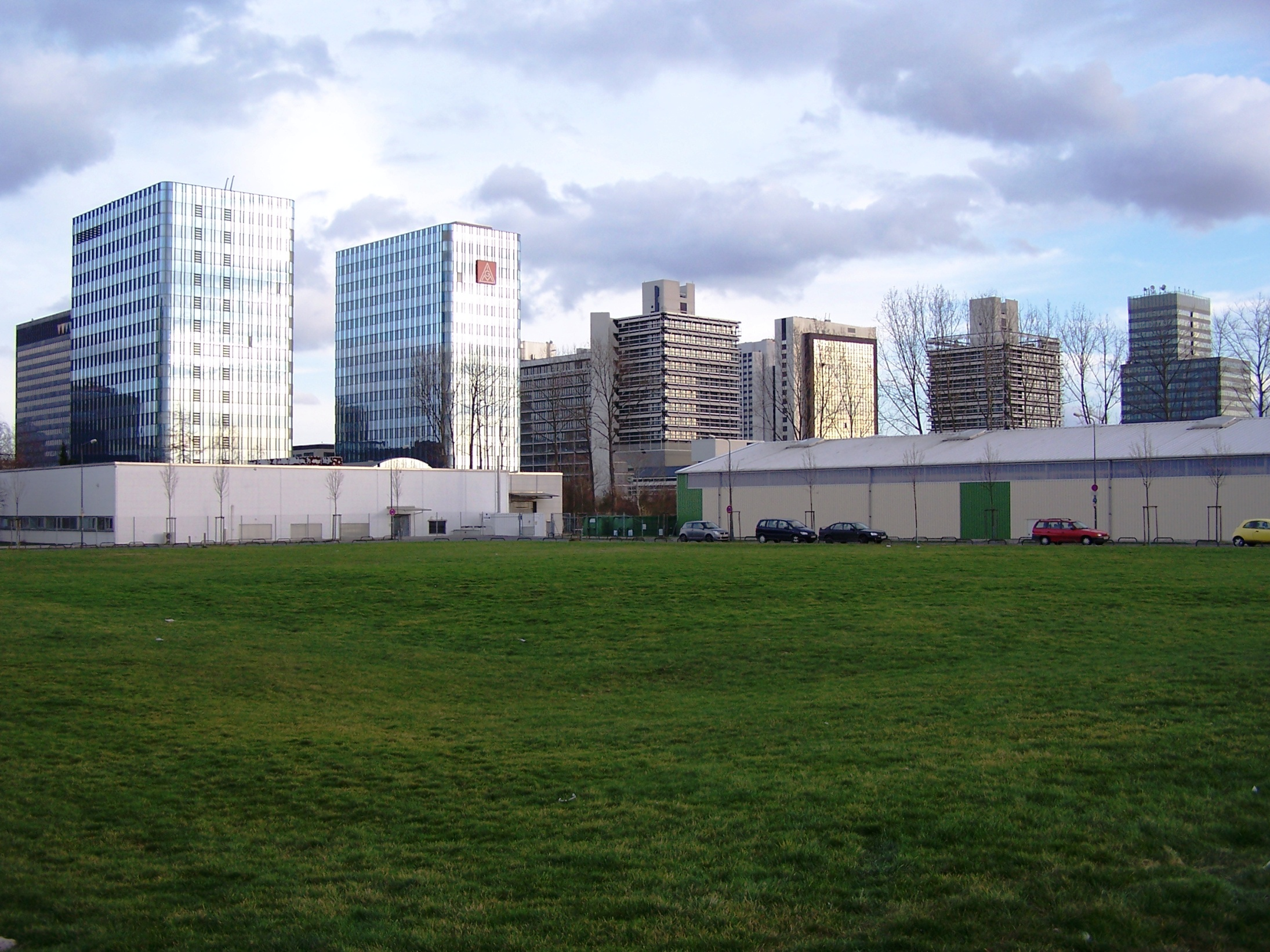
Bürostadt Niederrad

Das Lyoner Quartier (bis Juni 2017 Bürostadt Niederrad) ist ein 144 Hektar großes Gewerbegebiet und seit 2012 auch zunehmend Mischgebiet in Frankfurt am Main. Es bildet den Stadtbezirk 373 (Niederrad-West), der bis 2018 amtlich zu Frankfurt-Schwanheim gehörte. Das Areal ist geprägt durch diverse Hochhäuser, die im Vergleich zu den Wolkenkratzern im zentralen Frankfurter Bankenviertel eher von kleiner bis mittlerer Größe sind.

## Geschichte

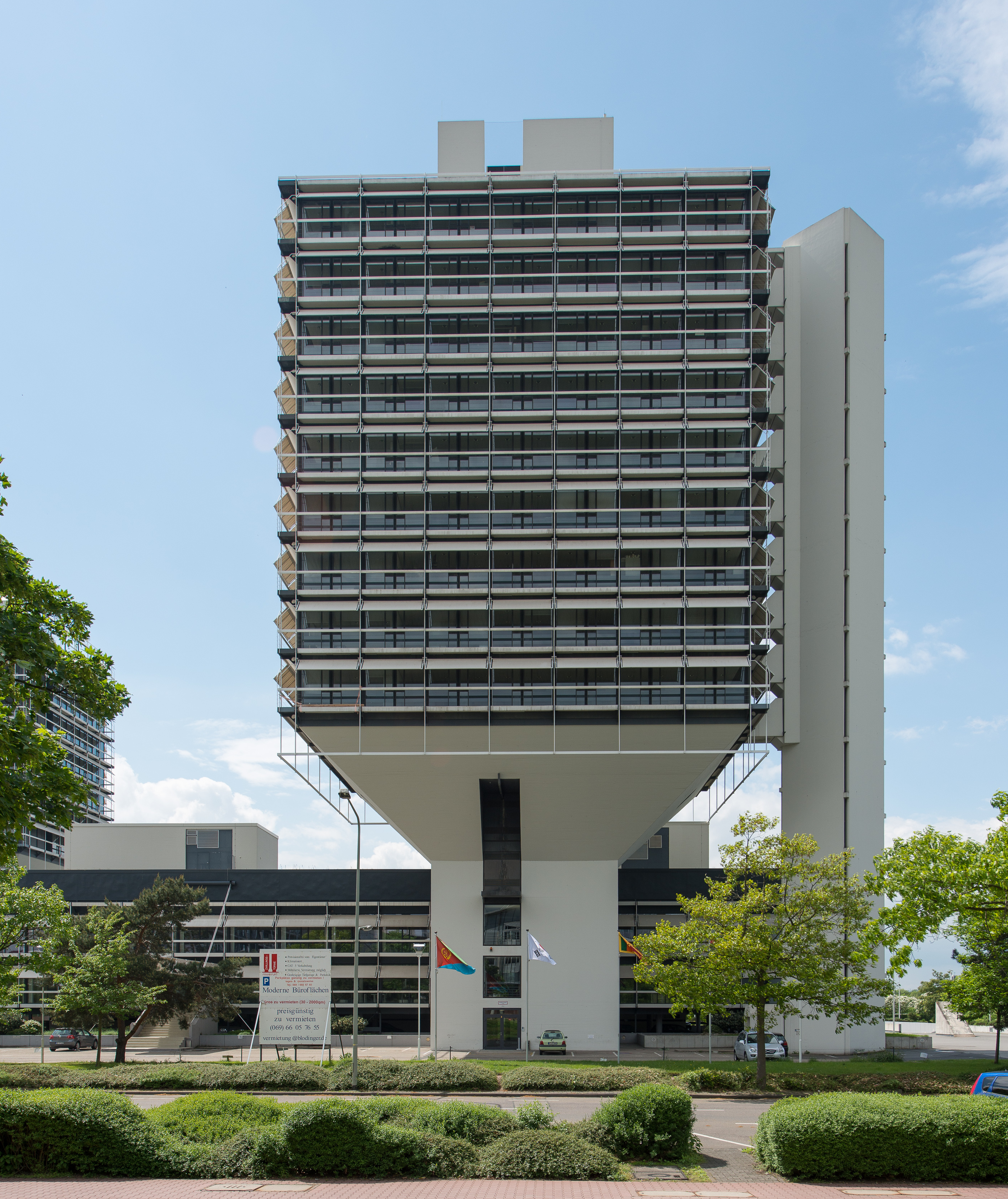
Olivetti-Türme, Lyoner Straße 34 (1972)

In den 1950er Jahren war der östliche Teil der zu Schwanheim gehörenden Siedlung Goldstein noch nahezu unbebaut. 1962 beschloss die Stadt, das Gelände mit einer Fläche von zunächst knapp 80 Hektar als Gewerbegebiet auszuweisen. Das für die damalige Zeit als fortschrittlich erachtete Konzept war eine „Bürostadt im Grünen“, d. h. durch den Bau von Hochhäusern mit größeren Umgebungsflächen sollte ein parkartiges Ambiente entstehen. Auch die Nähe zum Flughafen und der Abstand zur verkehrsbelasteten Innenstadt sollten den Standort attraktiv machen, gleichzeitig sollte er ein Entlastungszentrum darstellen.
Zahlreiche Architekten waren in den 1960er und 1970er Jahren am Aufbau der Bürostadt beteiligt, darunter Egon Eiermann, der die auf trichterartigen Betonpfeilern stehenden Hochhaustürme der Firma Olivetti entwarf. 1975 wurde die Straßenbahnstrecke nach Schwanheim vom Stadtwald nach Norden in die Bürostadt verlegt (als Bauvorleistung der D-Strecke der U-Bahn Frankfurt). 1977 wurde der zuvor unmittelbar südlich der Niederräder Brücke gelegene Bahnhof Frankfurt-Niederrad um 700 Meter nach Süden an die Lyoner Straße verlegt. Ab 1990 und um die Jahrtausendwende wurde das Gelände durch weitere Bürobauten und Hotels auf eine Gesamtnutzfläche von fast 1.000.000 Quadratmetern verdichtet. Ältere Gebäude der 1960er Jahre wurden z. T. abgerissen und durch neue ersetzt.

## Unternehmen und Institutionen
Zu den ansässigen Unternehmen und Institutionen in der Bürostadt zählen Bilfinger Berger (Niederlassung), Colt Technology Services (Deutschlandzentrale), Hochtief, Nestlé Deutschland AG (Zentrale), T-Systems, Deutsche Bahn AG (Niederlassungen der DB Schenker, DB Systel GmbH und der DB ProjektBau), Siemens, Nintendo, Atos Worldline, Informatica, DekaBank, der Verband Deutscher Maschinen- und Anlagenbau (VDMA), Wisag (Hauptsitz), der Zentralverband Elektrotechnik- und Elektronikindustrie (ZVEI), der ADAC und der AvD (Hauptsitz), die Bundesagentur für Arbeit (Zentraldirektion Hessen) sowie 6 Hotels.
Theoretisch gibt es in der gesamten Bürostadt, in die täglich etwa 25.000 Menschen pendeln, bis zu 30.000 Büroarbeitsplätze.

## Strukturelle Herausforderungen

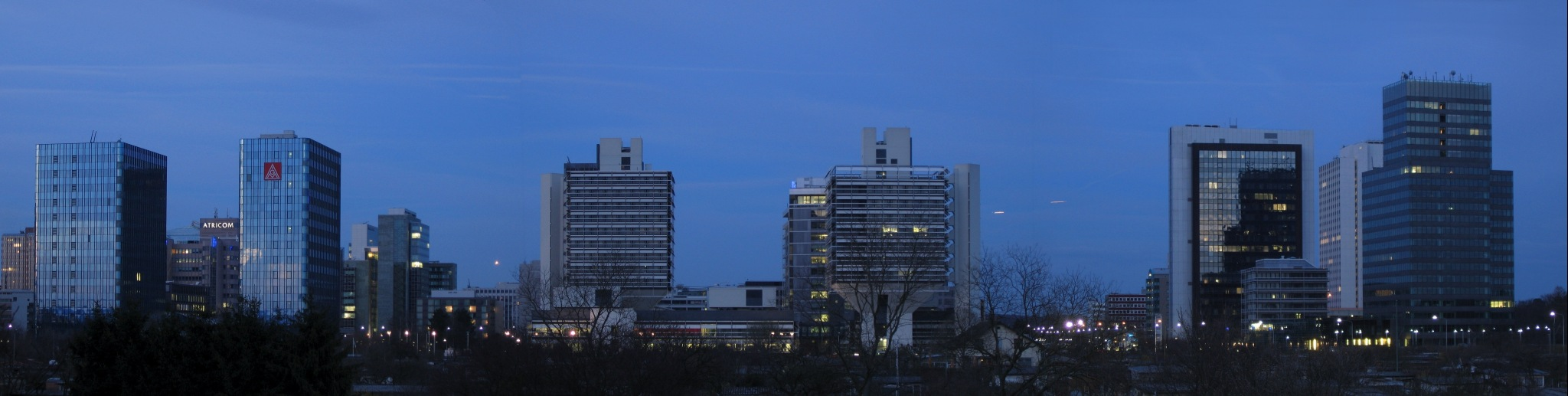
Bürostadt Niederrad in der Abenddämmerung, Blick von Westen

Die in den 1960er Jahren bewusst gewollte Monostruktur ging einher mit fehlenden Wohnungen, wenigen Einkaufsmöglichkeiten und wenig Gastronomie. Auch der Bau der Hochhaussiedlung Im Mainfeld in den 1970er Jahren änderte daran nichts. Die Verkehrserschließung galt lange Zeit ebenfalls als unzureichend. Maßnahmen dagegen waren die Einrichtung zusätzlicher Buslinien (Linie 79 in den 1980ern, Linie 78 in den 2000ern) sowie die Schaffung einer weiteren Autobahnausfahrt im Juli 2013 (Bundesautobahn 5).
Eine weitere Herausforderung ergibt sich aus der Planung neuer, konkurrierender Bürogebiete in der City West, im Europaviertel und rund um den Frankfurter Flughafen, etwa im Gewerbegebiet Gateway Gardens. Als mögliche Folge bestand in der Bürostadt 2006 ein Büroleerstand von etwa 30 %, weswegen das Stadtplanungsamt auf den noch vorhandenen Restflächen die Ansiedlung von Wohnungen erwog. Der Büroleerstand hat sich inzwischen (Stand Dezember 2017) auf 9 % reduziert. Der Gedanke, in die Jahre gekommene Bürogebäude für eine Wohnnutzung umzubauen, wurde und wird an mehreren Stellen umgesetzt.

## Umwandlung in ein Mischgebiet

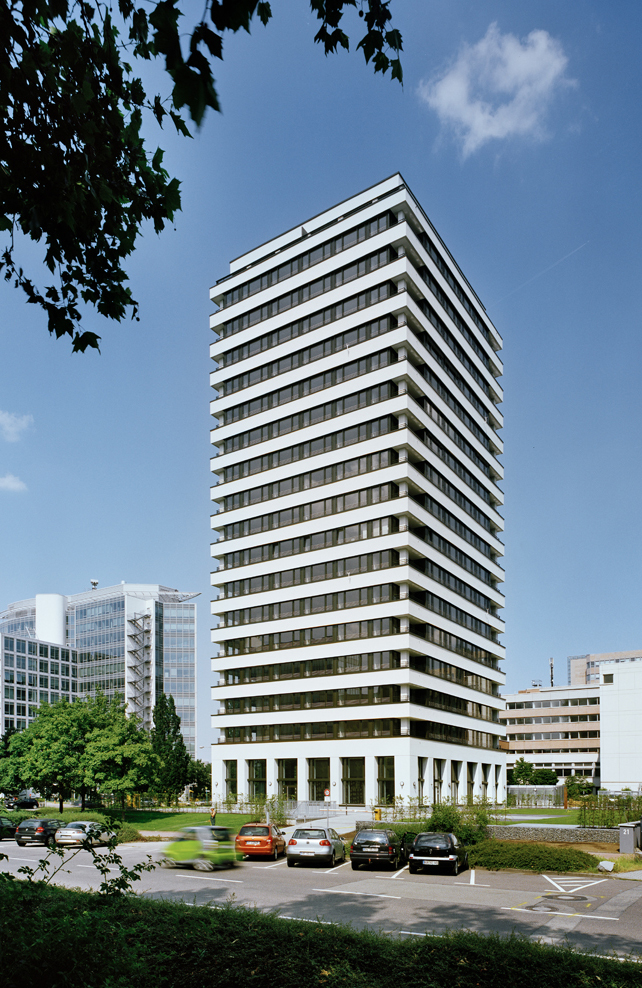
Ehemaliges Bürohochhaus, zum Wohnhochhaus umgebaut, Lyoner Straße 19

Ein Frankfurter Architektur- und Planungsbüro erstellte 2008 zusammen mit dem Stadtplanungsamt ein Rahmenkonzept, in dem die „Transformation eines monofunktionalen Bürogebietes“ unter dem neuen Namen „Lyoner Viertel“ vorgeschlagen wird. Daraufhin stellte die Stadtverordnetenversammlung Frankfurt am Main 2012 zwei Bebauungspläne auf: Sie umfassen 100 Hektar Kernzone der Bürostadt; vorgesehen sind bis zu 4.000 Wohnungen für bis zu 8.000 Einwohner. Dieses Ziel soll erreicht werden durch den Umbau bestehender Häuser, durch weitere Nachverdichtung auf den noch bestehenden Restflächen, durch den Abriss einer Kleingartenanlage sowie leerstehender Bürogebäude, durch den Neubau von Wohngebäuden sowie durch Umgestaltungen wie Spielplätze, kleine Parks, durchgehende Grünstreifen und Radwege.
Als erstes Gebäude wurde das seit Jahren leerstehende 15-stöckige Bürohochhaus Lyoner Straße 19 nach einem Entwurf des Frankfurter Architekten Stefan Forster in ein Wohnhaus umgebaut. Für 15,4 Millionen Euro wurde das Gebäude entkernt, um zwei Stockwerke erhöht, mit einem Sockel umgeben und mit 98 teilmöblierten Wohnungen und einem Gewerbebetrieb gefüllt. Der Umbau wurde Mitte 2010 beendet, danach wurden die ersten Wohnungen vermietet. Im Dezember 2014 kamen 196 bezugsfertige Wohnungen im Gebäude Green Six in der Hahnstraße 72 hinzu. Weitere 1208 Wohnungen wurden bis 2019 fertiggestellt.
Seit 2018 gibt es weitere Wohnungsbauprojekte:
- Cube Ruby 923, Goldsteinstraße 130: 137 Wohneinheiten (Umbau eines Wohnheims)
- Hahnstraße 30–32: 323 möblierte Wohneinheiten (in Planung)
- Stadtwaldblick, Hahnstraße 46–48: 203 Wohnungen
- Hahnstraße 56–60: 120 Wohnungen
- Wohnquartier Herriotstraße, Herriotstraße 5–19: 269 Wohneinheiten
- Livinit, Lyoner Str. 11: 395 Mikroapartments (Umbau eines Bürogebäudes)
- Lyoner Straße 32: 320 Wohneinheiten (in Planung)
- Lyoner Straße 38–40a: 160 Wohnungen
- Mainwald, Lyoner Straße 50–56: 700 Wohnungen
- Kanso, Saonestr. 1: 309 Wohneinheiten
- Saonestraße 8–10: 110 Wohnungen

Neben den rund 4.000 Wohnungen beinhalten die Bauprojekte auch Kindertagesstätten, Supermärkte und den Ausbau der Nahversorgung sowie die Anlage von Grünflächen. Der Bau von Eigentumswohnungen bis zu 115 m² („familiengerechte Wohnungen“) und Wohnraum für Studenten soll den Anteil von teilgenutzten Kleinwohnungen (Wochenendpendler) senken.

## Standort-Initiative Neues Niederrad e.V.
Im April 2014 wurde die Standort-Initiative Neues Niederrad e. V. (SINN) gegründet. In dem Verein haben sich Grundstückseigentümer, Projektentwickler und ansässige Unternehmen zusammengeschlossen. Er setzt sich für die Umwandlung der Bürostadt Niederrad zu einem Büro- und Wohngebiet ein.

## Umbenennung
SINN schlug im Frühjahr 2015 vor, die Bürostadt Niederrad umzubenennen, da der bisherige Name als nicht mehr passend empfunden wurde. Unterstützt wurde SINN von der Stadt Frankfurt und der Wirtschaftsförderung.
Der im Jahr 2015 durchgeführte Wettbewerb zur Ermittlung eines neuen Namens ergab unter anderem folgende Vorschläge:
- „Rothenham“, nach einem früher in der Nähe befindlichen Gebäudekomplex, der in einer Karte aus dem Jahr 1879 als „Roter Hamm“, später „Rothenham“ bezeichnet wurde
- „Südweststadt“, als Gegenstück zu der ebenfalls in den 1960er Jahren in Frankfurt angelegten Nordweststadt
- „Südend“, in Anlehnung an das Frankfurter Nordend
- „Rubixstadt“, in Anspielung an den Zauberwürfel von Ernő Rubik
- „Flexi City Niederrad“
- „Klötzchen“

Seit dem 26. Juni 2017 heißt die Bürostadt Niederrad offiziell Lyoner Quartier. Die Lyoner Straße als Hauptstraße des Viertels ist nach der ersten Frankfurter Partnerstadt benannt. Der Magistrat gab die Umbenennung im Amtsblatt bekannt (Amtsblatt 2017, S. 957); der Ortsbeirat 5 hatte die Namensänderung im März 2017 beschlossen.

## Klärwerk Niederrad
Das 1883 bis 1887 am Niederräder Ufer unter Leitung von William Lindley nach englischem Vorbild errichtete Klärwerk Niederrad war das erste seiner Art in Deutschland. Täglich konnte es 18.000 Kubikmeter Abwasser reinigen, später sogar 45.000. 1956 bis 1965 wurde daneben eine neue Abwasserreinigungsanlage (ARA) errichtet und um eine biologische Behandlungsstufe erweitert. Die alte, unter Denkmalschutz stehende Anlage dient noch zur Regenwasserbehandlung. Die Anlagen befinden sich in unmittelbarer Nähe der Bürostadt und sind bei der Vorbeifahrt am Main an dem Fachwerkbau mit Türmchen der vorigen Jahrhundertwende erkennbar. Zur Verminderung der Geruchsbelästigung wurden die drei Vorklärbecken auf dem Gelände in den Jahren 2014 und 2015 abgedeckt.

## Galerie

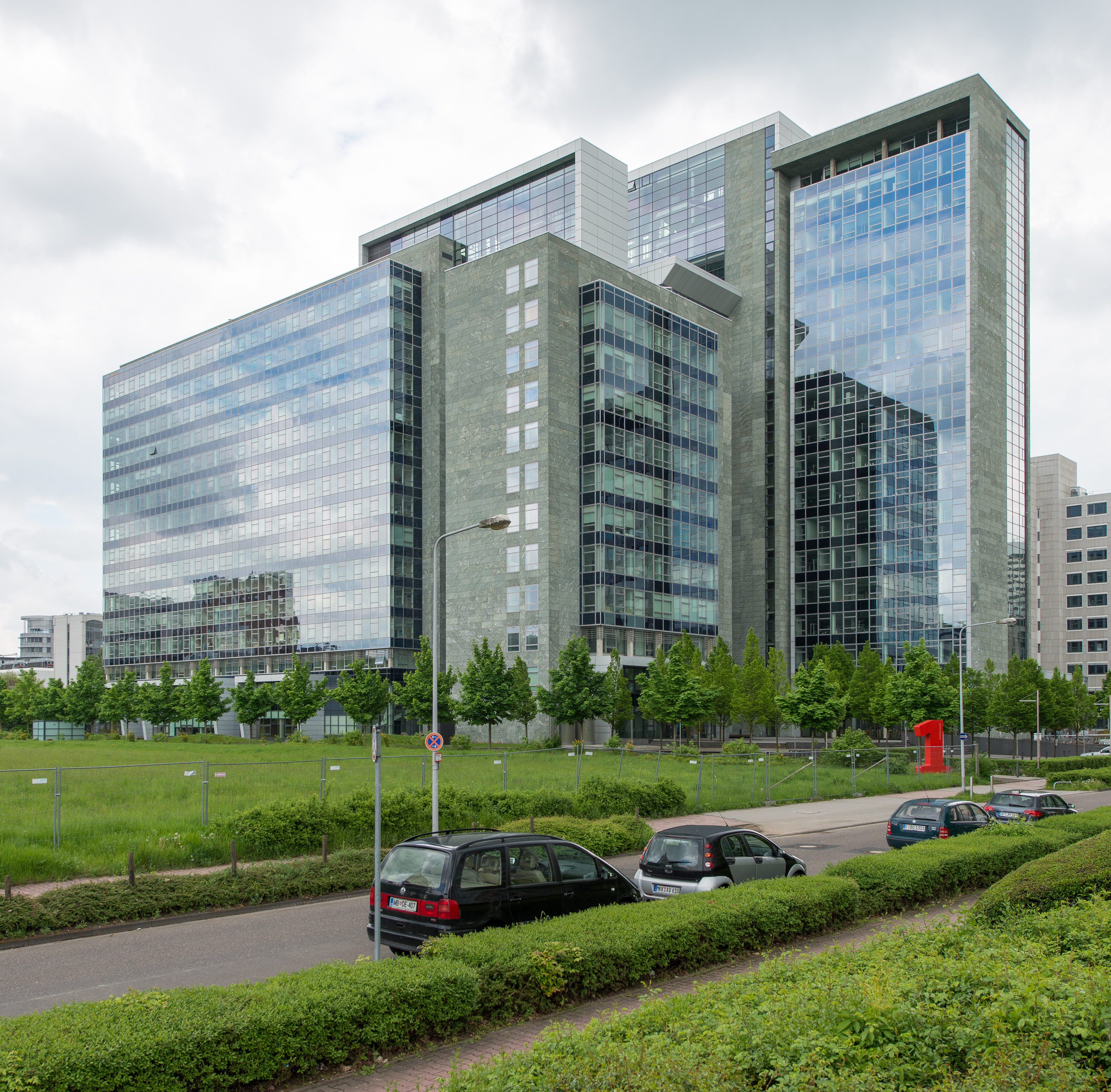
Herriot’s, Herriotstraße 1 (2003)
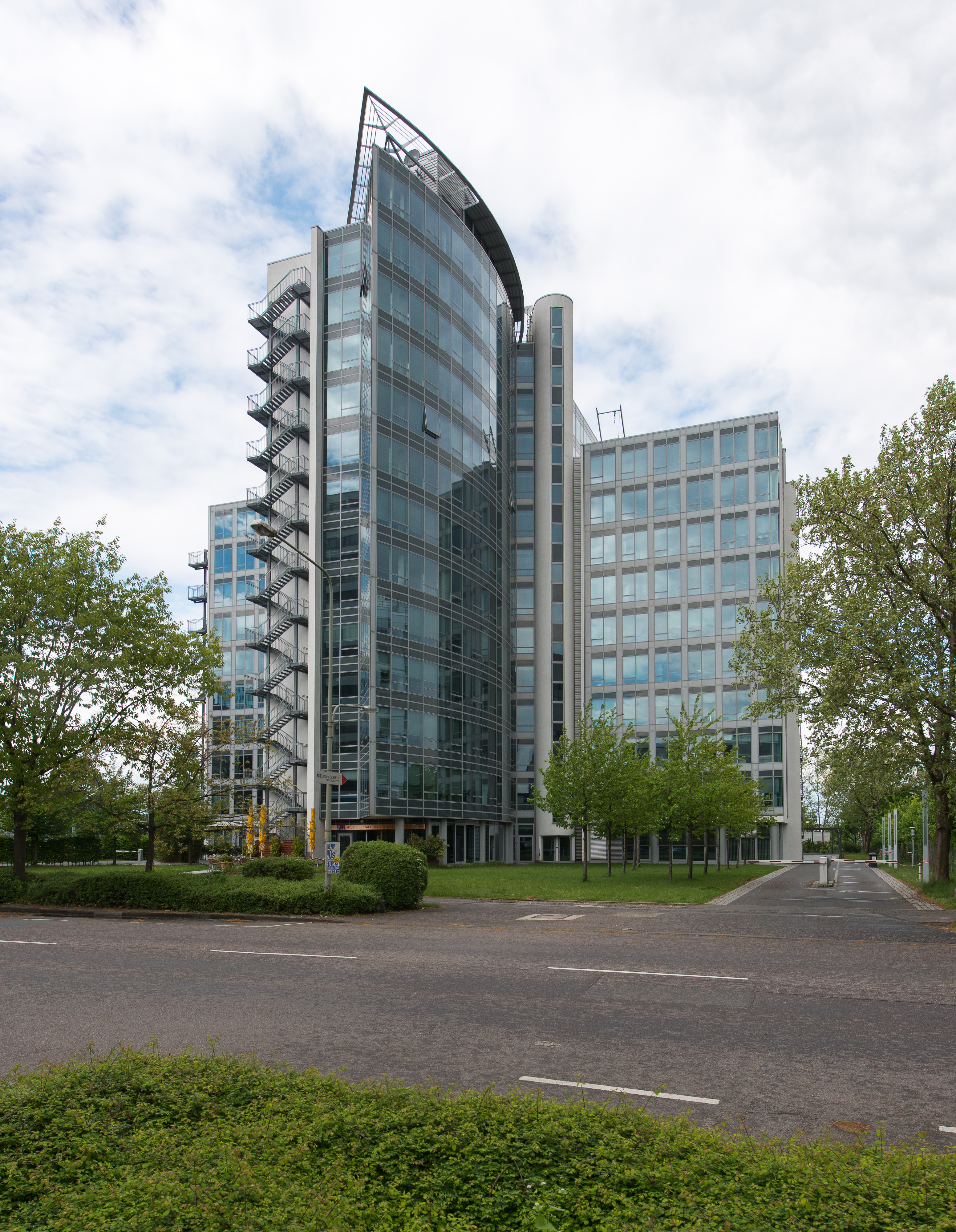
Sigma Tower, Lyoner Straße 20 (2003)
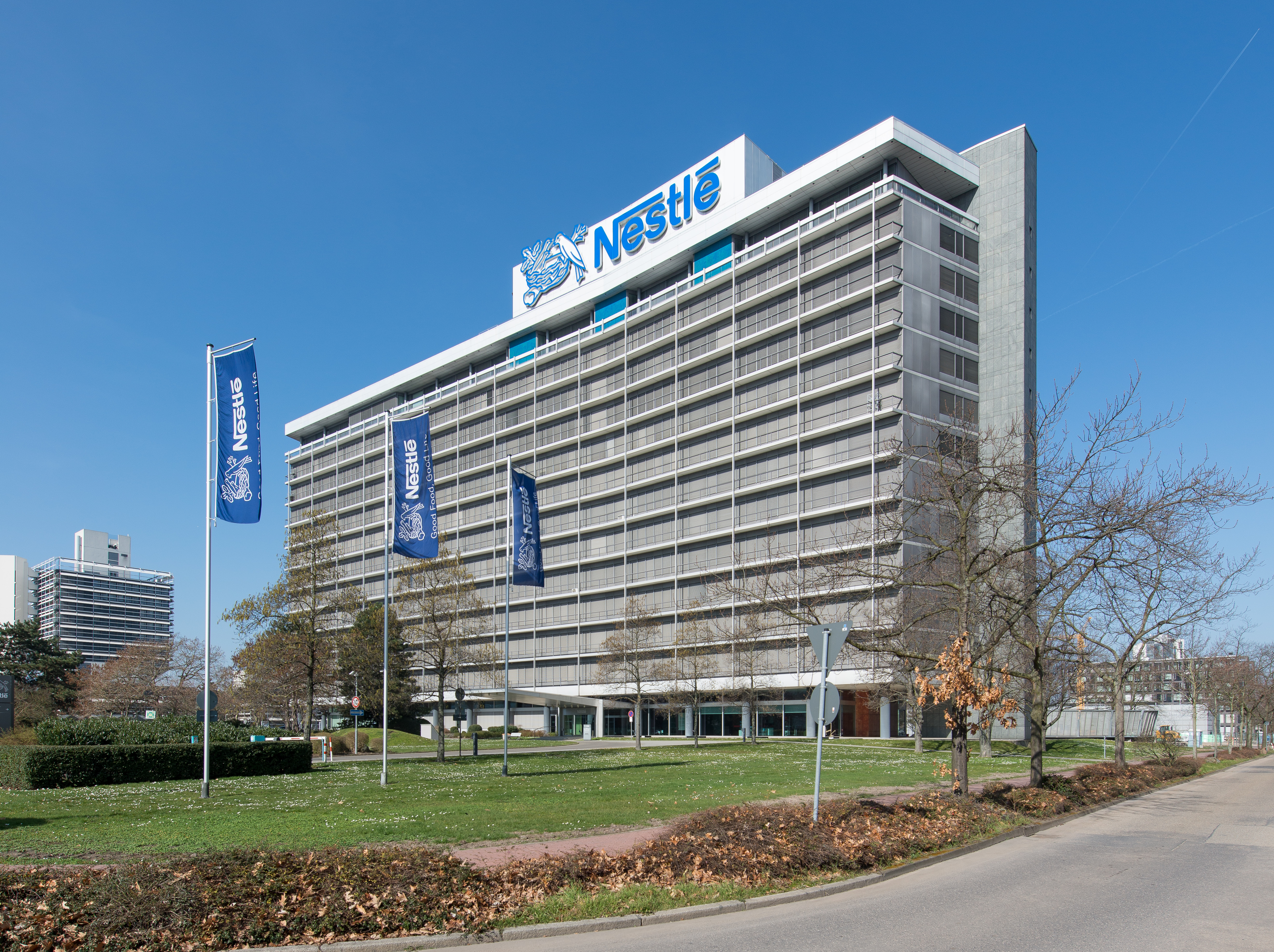
Von Nestlé genutztes Bürohochhaus,  Lyoner Straße 23
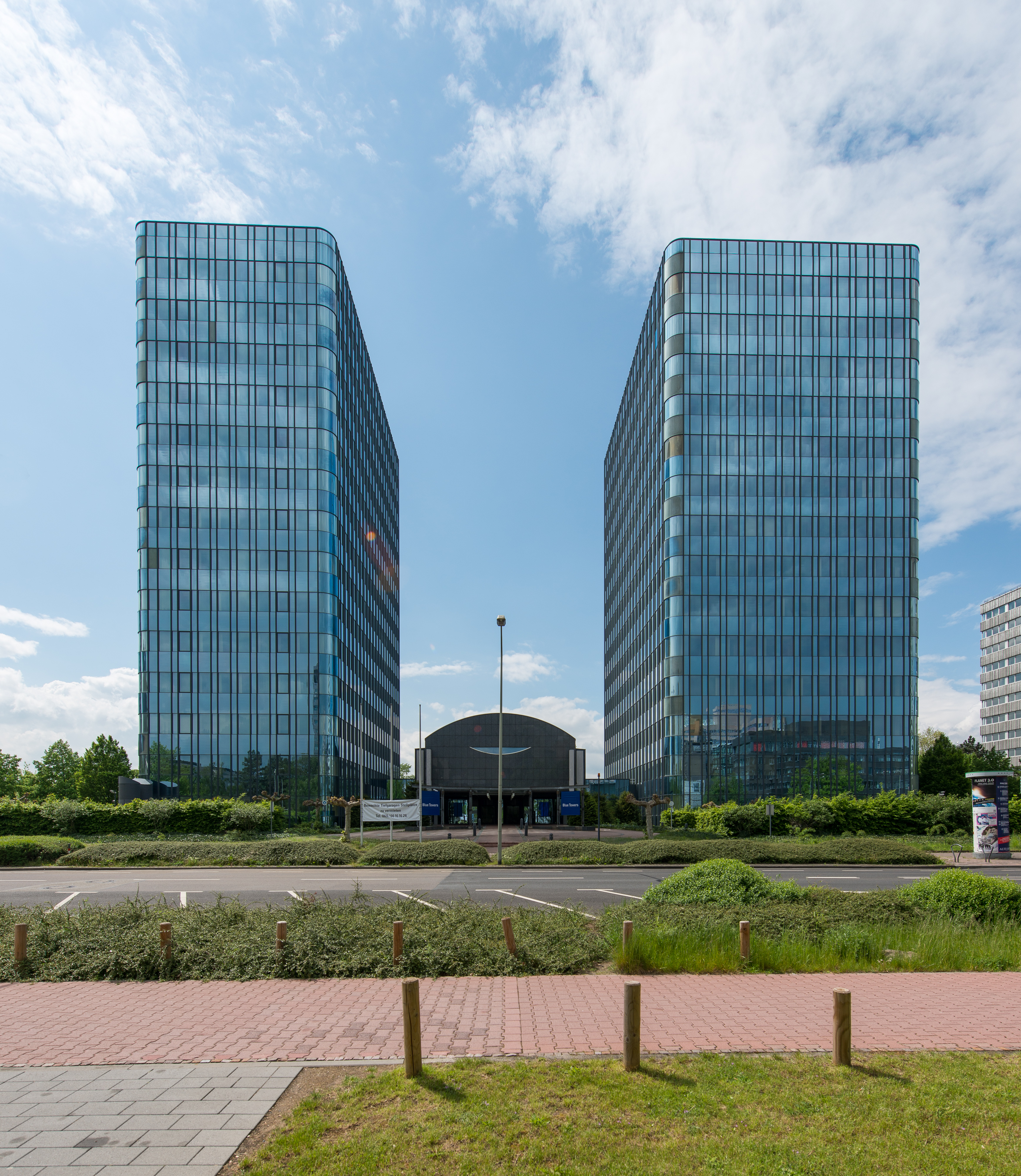
Blue Towers, Lyoner Straße 32 (1980er)
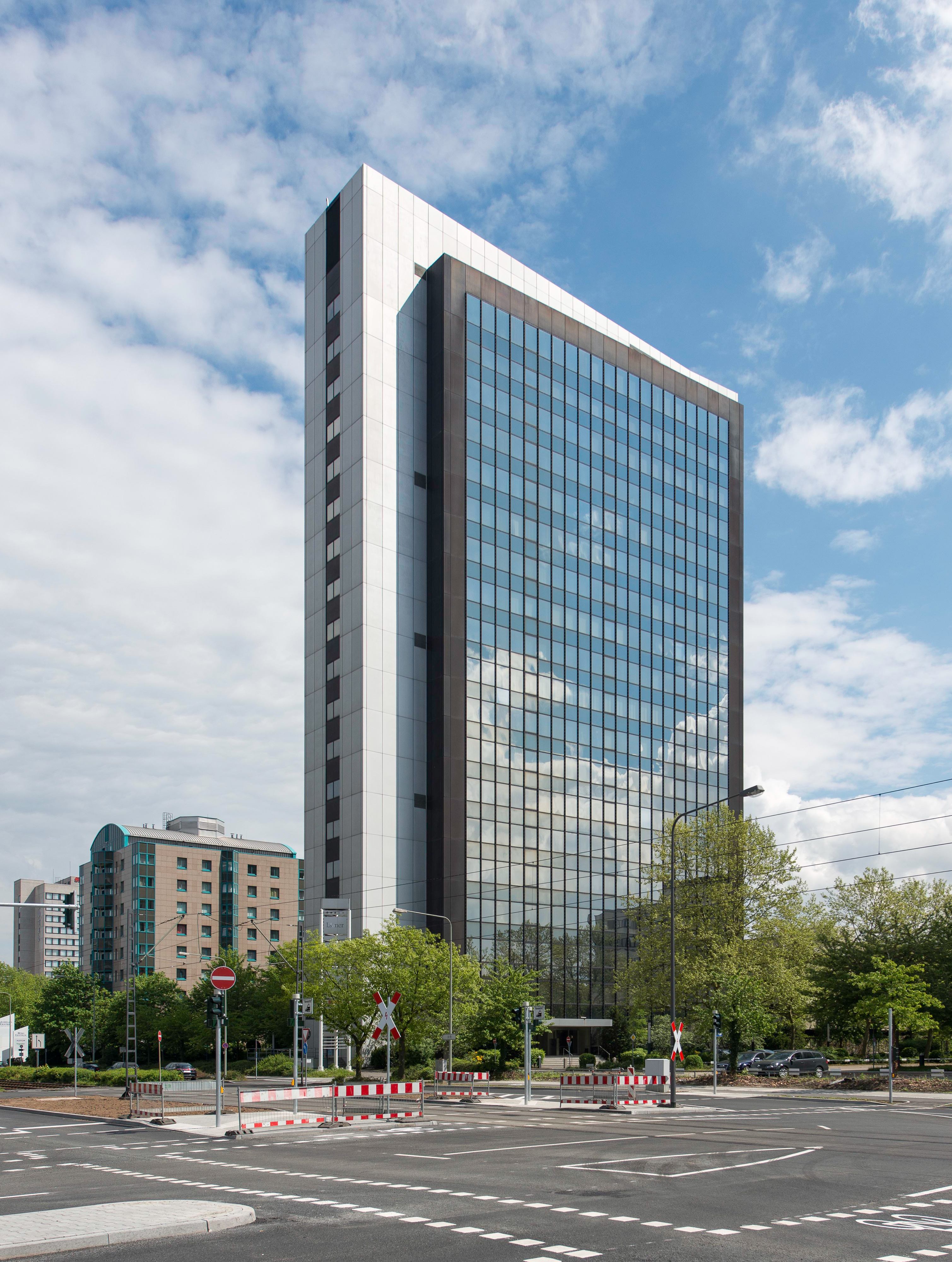
Lyoner Straße 40 (1974)
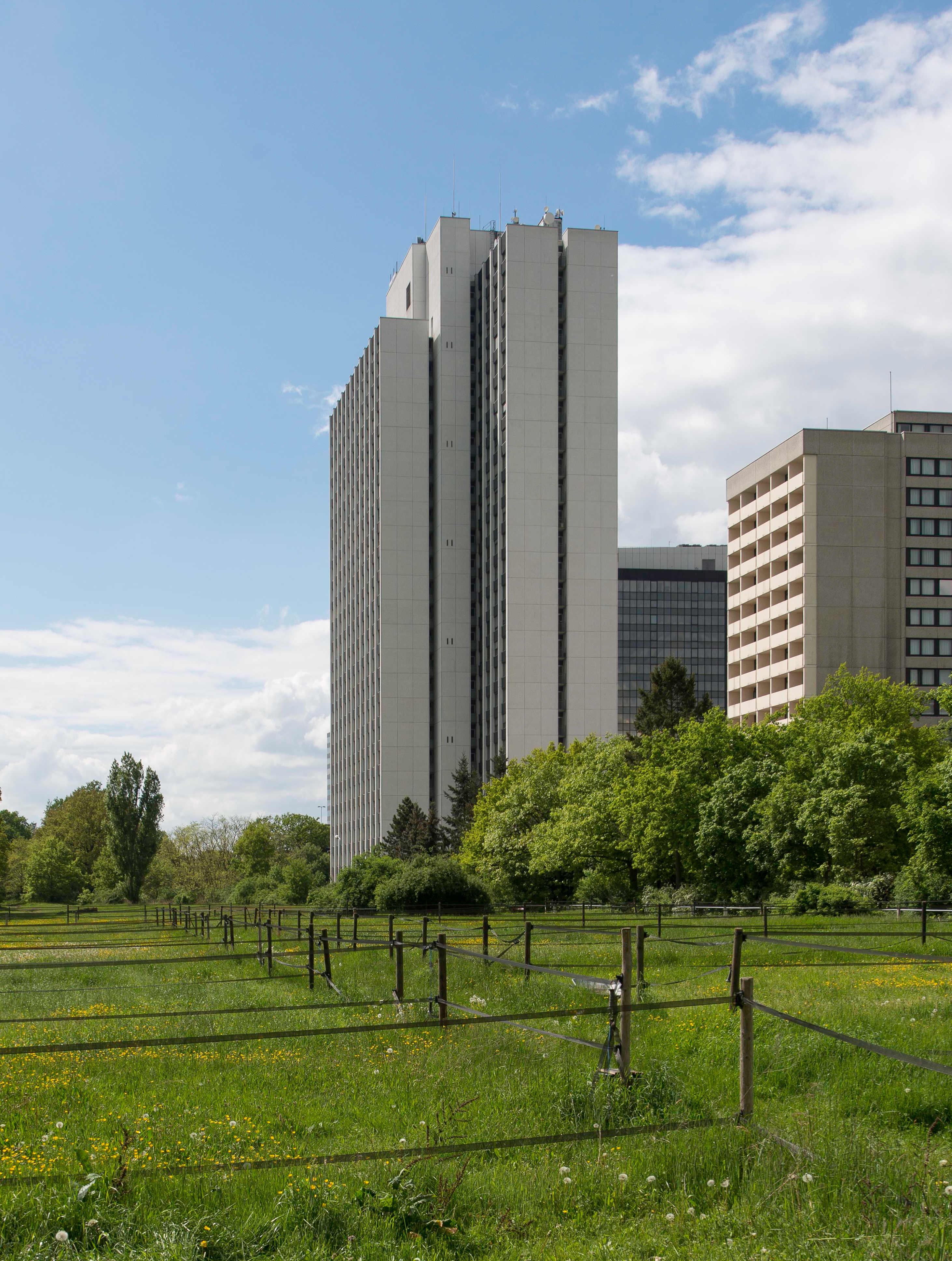
Arabella Büro Centrum,  Lyoner Straße 44
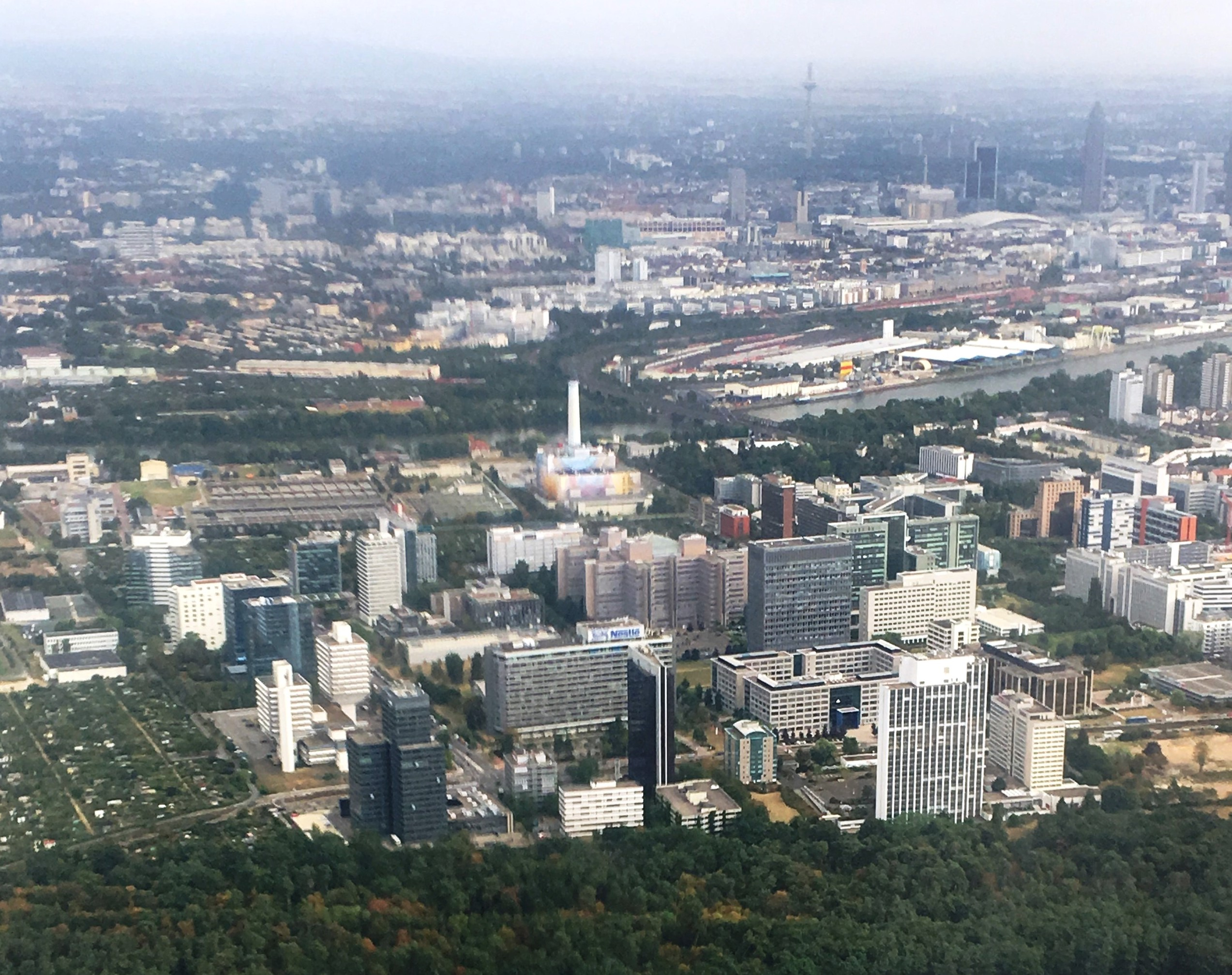
Luftbild der Bürostadt (2016)